# Sportsunderholdning
Sportsunderholdning (på engelsk: "sports entertainment") er en type skuespil, der viser en angiveligt konkurrencepræget begivenhed, der i sin præsentation bruger en høj grad af teater og overdrivelse med det formål at underholde et publikum. I modsætning til almindelige sportsgrene, som går ud på konkurrence, sportsånd og motion, handler sportsunderholdning primært om selve udførelsen og deltagernes optræden til fordel for publikummet.
Ofte, men ikke altid, er resultaterne forudbestemte. Det betragtes dog ikke som aftalt spil, men nærmere som en åben erkendelse af, at det er en almen kendt hemmelighed.
Begrebet blev brugt for første gang af World Wrestling Federation (WWF) i 1980'erne som en beskrivelse for wrestling. I 1989 blev begrebet brugt i en sag mellem WWF og senatet i New Jersey, hvori WWF gjorde det klart, at wrestling var "sportsunderholdning", og sporten derfor ikke skulle fortsætte med at blive reguleret på lige fod med andre konkurrenceprægede sportsgrene.
Nogle sportsunderholdningsbegivenheder er baseret på rigtige sportsgrene, som fx opvisningskampe i basketball med Harlem Globetrotters. Andre er sportsgrene med visse ændringer til fordel for en øget underholdningsværdi, som fx wrestling, som er udledt af brydning, og roller derby, som kommer af rulleskøjteløb. Andre eksempler på sportsunderholdning er, når almindelige spil og lege, som fx poker og Sten, saks, papir, bliver sendt i tv med involvering af kendte mennesker.
| Sport | Spire Denne artikel om sport er en spire som bør udbygges. Du er velkommen til at hjælpe Wikipedia ved at udvide den. |